# De Martelaersspiegel

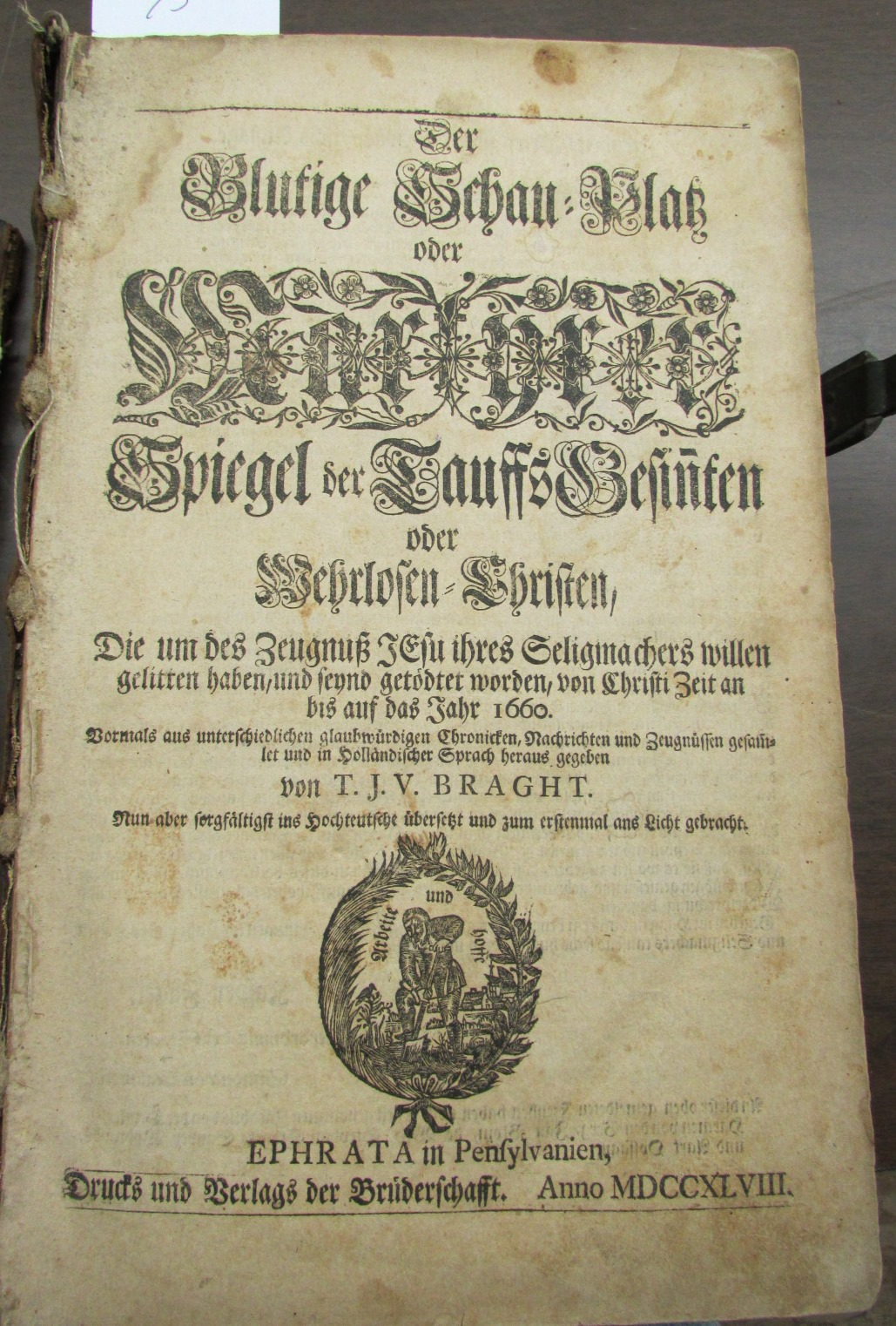
Martyrerspiegel (1748)

De Martelaersspiegel is een 17e-eeuws boek, voor het eerst gepubliceerd in 1660 door Thieleman Janszoon van Braght. Het boek is uitgebracht onder de titel: Het bloedig toneel, of Martelaersspiegel der Doops-Gesinde of Weerloose Christenen, die om 't getuygenis van Jesus haren (hun) Salighmaker geleden hebben ende gedood zijn van Christi tijd af tot desen tijd toe.
Het boek beschrijft de gebeurtenissen omtrent doopsgezinde martelaren en is heden ten dage nog zeer populair bij mennonitische gemeenschappen, bijvoorbeeld de amish, waar het volgens zeggen na de Bijbel het meest gelezen boek is. Het boek staat vol met verhalen van mannen en vrouwen die werden omgebracht omwille van hun overtuiging. In 1745 is het boek in het Duits vertaald als Märtyrerspiegel en later ook in het Engels als Martyrs Mirror.
De uitgave uit 1685 is geǐllustreerd met 104 prenten gemaakt door Jan Luyken. Deze bevinden zich onder andere in de collectie van het Rijksprentenkabinet.

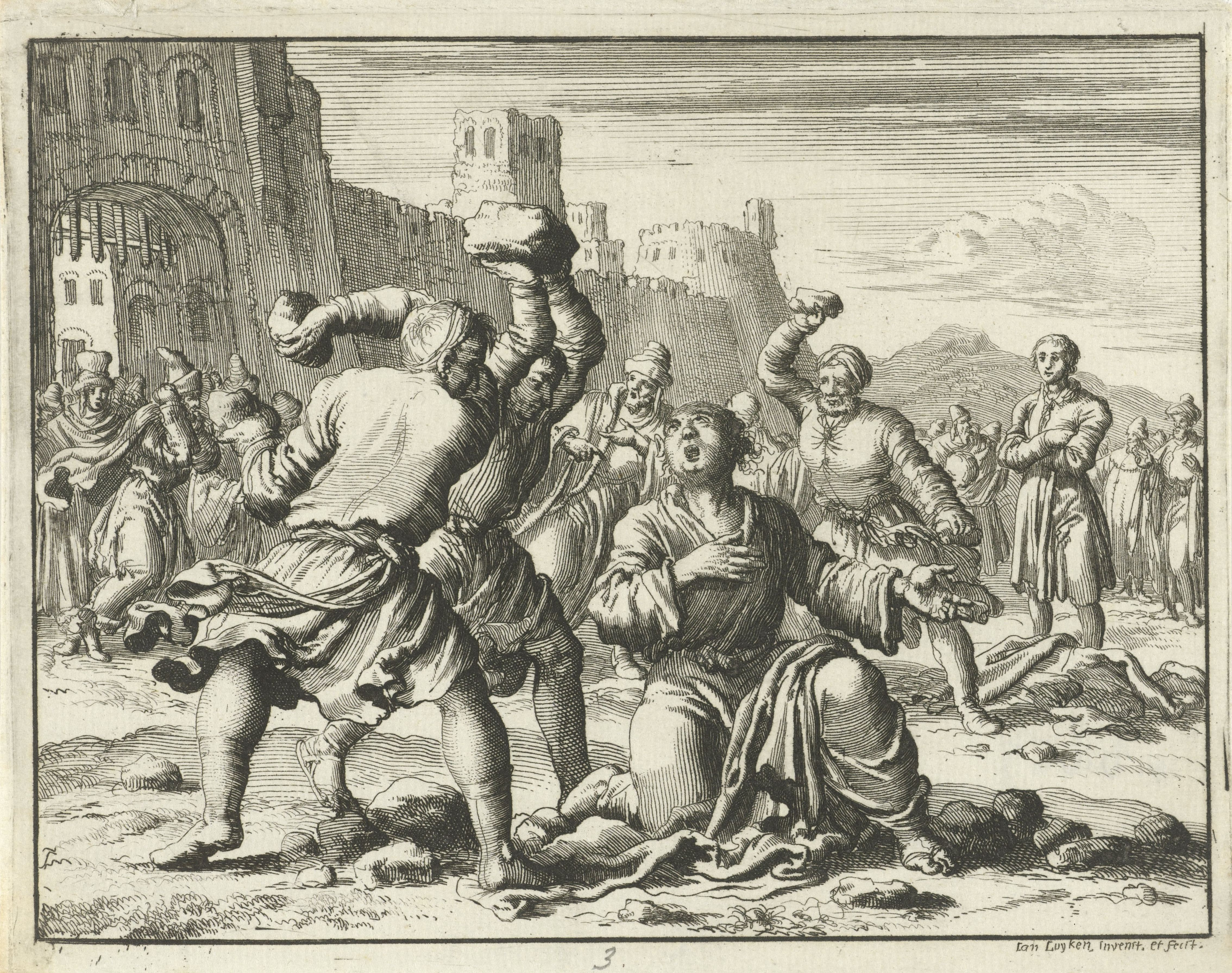
Steniging van Stefanus
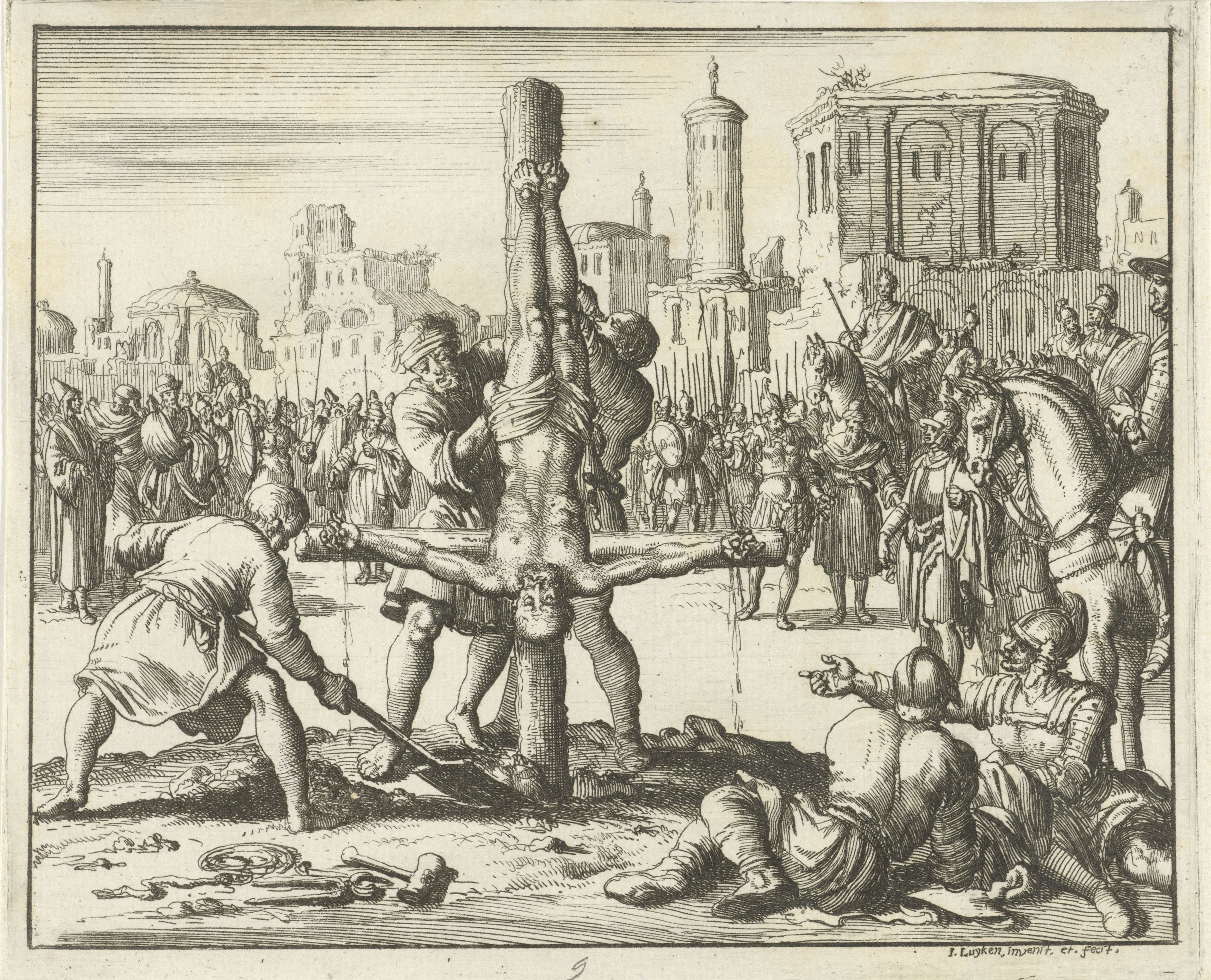
Marteldood van Petrus aan het kruis
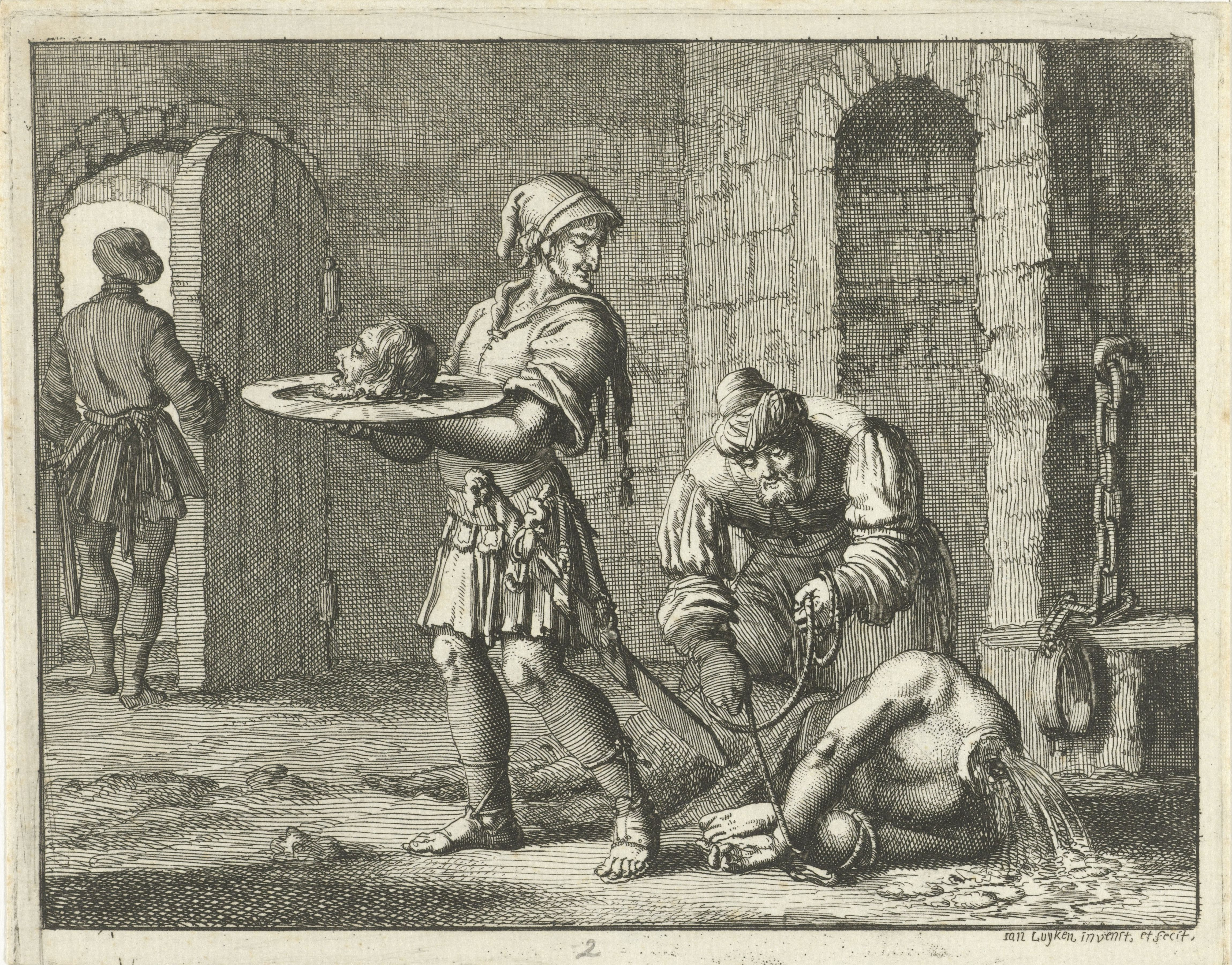
Onthoofding van Johannes de Doper